# Nowe Terytoria
Nowe Terytoria – region w Hongkongu, składający się z północnej części półwyspu Koulun, terenów znajdujących się na południe od rzeki Shenzhen oraz licznych wysp (największe z nich to: Lantau, Nanya Dao, Cheung Chau oraz Peng Chau).
Nowe Terytoria zostały wydzierżawione przez Wielką Brytanię od dynastii Qing 9 czerwca 1898 na 99 lat, według ustaleń drugiej konwencji pekińskiej. Według danych z 2001 roku populacja regionu wynosiła 3 343 046 mieszkańców, a powierzchnia wynosi 1064 km².
Nowe Terytoria są największą i jednocześnie najrzadziej zaludnioną częścią Hongkongu. „Miska ryżu u cesarza” to nazwa, jaką sto lat temu określano te żyzne tereny. Do dziś służą one jako spichlerz dla całego terytorium. Nowe Terytoria dostały także przydomek „sypialni Hongkongu”, ponieważ mieszka tutaj ponad 1/3 jego mieszkańców. Krajobraz jest zróżnicowany, a najciekawsze fragmenty Nowych Terytoriów zostały połączone szlakami turystycznymi (MacLehose Trail i Wilson Trail). Znajduje się tu najwyższy szczyt terytorium Tai Mo Shan (957 m). Malowniczy półwysep Sai Kung, leżący we wschodniej części, to ulubione miejsce niedzielnych wycieczek mieszkańców Hongkongu.
1 lipca 1997 Nowe Terytoria, wraz z pozostałymi terenami Hongkongu, zostały zwrócone Chinom.

## Dzielnice
Dzielnice należące do regionu Nowe Terytoria:
- Islands
- Kwai Tsing
- North
- Sai Kung
- Sha Tin
- Tai Po
- Tsuen Wan
- Tuen Mun
- Yuen Long